# Tribunal administratif (France)
Pour les autres articles nationaux ou selon les autres juridictions, voir Tribunal administratif.
En France, un tribunal administratif est une juridiction de premier ressort et de droit commun de l'ordre administratif.

## Définition
Un tribunal administratif est saisi par une requête écrite qui peut être formée :
- par tout citoyen en contestation d'une décision prise par l'État français ou une autre personne morale de droit public : il s'agit principalement du recours pour excès de pouvoir.
- par toute personne physique ou morale afin d'engager la responsabilité de l'État français ou de ses services ou établissements publics, des collectivités territoriales ou de leurs établissements rattachés, des hôpitaux ou services assimilés : le recours en responsabilité consiste notamment à demander au tribunal administratif de condamner l'administration à verser une indemnité en réparation d'un dommage causé par la faute de l'administration.
- par des personnes morales de droit public contre des décisions administratives prises par d'autres personnes morales de droit public.

Ces tribunaux sont régis par le code de justice administrative (CJA).
La justice administrative a affirmé son indépendance par rapport à l'administration au cours du XIXe siècle et a mis au point une jurisprudence (c'est-à-dire une certaine interprétation des règles de droit par le juge) soucieuse de concilier les droits des citoyens avec les nécessités du service public.
Par la décision du 22 juillet 1980 « loi de validation », le Conseil constitutionnel a reconnu que l'indépendance de la juridiction administrative fait partie des principes fondamentaux reconnus par les lois de la République (PFRLR).

## Histoire
Les tribunaux administratifs ont été créés en France par le décret no 53-934 du 30 septembre 1953 qui entre en vigueur en 1954. En métropole et dans les départements d'outre-mer, ils succèdent aux conseils de préfecture interdépartementaux, notamment pour alléger la charge du Conseil d'État qui ne parvenait plus à traiter les litiges qui lui étaient soumis dans des délais acceptables. En effet, jusqu'en 1953, le Conseil d'État était juge de droit commun du contentieux administratif.
Dans les territoires d'outre-mer, les tribunaux administratifs ont remplacé progressivement, entre 1953 et 2003, les conseils du contentieux administratif, dont le rôle était équivalent.
Depuis le décret du 29 juillet 2009 officialisant la création du tribunal administratif de Montreuil, il existe désormais 42 tribunaux administratifs, dont 31 en métropole et 11 outre-mer. Le ressort de chacun d'eux correspond généralement à une région ou collectivité d'outre-mer, mais certains ressorts sont simplement composés d'un ou plusieurs départements. Ils sont généralement désignés par le nom de la ville où ils se situent.

## Organisation
Les juges des tribunaux administratifs appartiennent au corps des magistrats des tribunaux administratifs et des cours administratives d'appel.
Chaque tribunal comprend une à douze chambres. Seule exception qui est le tribunal administratif de Paris qui en comprend dix-neuf regroupées en six sections.
Depuis 2023, un conseil de juridiction, placé auprès du tribunal administratif est un lieu d’échanges et de communication entre la juridiction et la cité.

## Compétence et rôle du tribunal administratif

### Compétences juridictionnelles
Le tribunal administratif est la juridiction administrative de premier ressort. C'est le juge de droit commun en contentieux administratif : tous les litiges administratifs tombent sous sa compétence, sauf quand une disposition spéciale déroge à ce principe en attribuant la compétence à une autre juridiction.
Les tribunaux administratifs sont compétents pour tout litige avec une administration (État, collectivités territoriales, établissements publics administratifs, etc.). Ils sont également compétents pour toutes les questions liées aux élections municipales et cantonales.
Cette compétence de principe connaît des exceptions pour lesquelles le Conseil d'État est compétent en premier et dernier ressort. C'est le cas par exemple des recours contre les actes réglementaires pris par les ministres, pour le recrutement et la discipline des fonctionnaires nommés par décret du président de la République ou contre des actes pris par certaines autorités administratives indépendantes. Font aussi exception les litiges pour lesquelles les cours administratives d'appel ont compétence en premier ressort. Exception faite également des litiges dont les juridictions administratives spécialisées ont connaissance, notamment dans les domaines relevant du contentieux disciplinaire (Conseil supérieur de la magistrature réuni en Conseil de discipline des magistrats du siège, Section disciplinaire des conseils académiques…), du contentieux social (Cour nationale de la tarification sanitaire et sociale, juridictions des pensions…), du contentieux des étrangers (principalement Cour nationale du droit d'asile), du contentieux financier (Cour des Comptes, Chambre régionale des comptes…).

### Attributions administratives
Les tribunaux administratifs peuvent être consultés par les préfets sur des points de droit causant des difficultés. Il appartient également au tribunal administratif de désigner les commissaires enquêteurs ou les commissions d'enquête en matière d'enquête publique. Ils se prononcent également en matière d'autorisation de plaider sollicitées par les contribuables de collectivités territoriales désireux d'exercer une action pour faire valoir les droits de la collectivité.

### Formations de jugement
Les tribunaux administratifs statuent par des jugements pris par une chambre en formation collégiale, c'est-à-dire par trois magistrats dont un président et deux conseillers-rapporteurs. Pour trancher les questions qu'il estime être les plus importantes ou pour mettre fin à un désaccord entre deux ou plusieurs chambres, le tribunal peut à titre exceptionnel statuer en formation de chambres réunies ou se réunir en formation plénière.
Toutefois, cette règle connaît des aménagements. Il peut être statué par un seul juge, dit « juge unique », pour les litiges de moindre importance, pour ceux qui ne présentent pas de difficultés juridiques ou pour ceux exigeant un jugement rapide (référés, contentieux de reconduite à la frontière). Ces différents cas sont définis par le pouvoir réglementaire.
Les litiges pouvant être jugés par un juge statuant seul sont les suivants et sont énoncés dans le code de la justice administrative :
1. litiges relatifs aux prestations, allocations ou droits attribués au titre de l'aide ou de l'action sociale ou en faveur des travailleurs privés d'emploi ;
2. litiges relatifs à la notation ou à l'évaluation professionnelle des fonctionnaires ou agents publics ainsi qu'aux sanctions disciplinaires de première catégorie (avertissement et blâme) ;
3. litiges en matière de pensions de retraite des agents publics ;
4. litiges en matière de consultation et de communication des documents administratifs ;
5. litiges relatifs aux impôts locaux et à la contribution à l'audiovisuel public à l'exception des litiges relatifs à la contribution économique territoriale (ex taxe professionnelle) ;
6. litiges en responsabilité de l'État pour refus opposé à une demande de concours de la force publique pour exécuter une décision de justice ;
7. contestations des décisions prises en matière fiscale sur des demandes de remise gracieuse (effacements de dettes d'impôts) ;
8. litiges relatifs aux bâtiments menaçant ruine ou aux immeubles insalubres ;
9. litiges relatifs au permis de conduire ;
10. actions indemnitaires (sauf en matière de contrat de la commande publique) dont le montant n'excède pas 10 000 euros.

Le juge compétent est le président du tribunal administratif ou le magistrat qu'il désigne à cette fin.
Les litiges en gras sont toujours jugés en premier et dernier ressort. Cependant, en cas de connexité avec un litige susceptible d'appel, certaines de ces décisions peuvent faire l'objet d'un appel.

## Procédure
Les tribunaux administratifs peuvent être saisis pour un recours au fond (les délais de jugement sont relativement longs) ou en urgence dans le cadre d'un référé.
Le recours à un avocat ou à un avocat aux Conseils est parfois obligatoire (art. R431-2 et R431-3 CJA), sauf pour l'État (art. R431-7 CJA). Il est possible d'obtenir l'aide juridictionnelle, sous conditions de ressources.
Alors que la saisine d'un tribunal administratif était avant le 1er octobre 2011 gratuite, il fut obligatoire d'apposer un timbre fiscal de 35 € sur toute requête jusqu'au 31 décembre 2013 inclus. En application des dispositions combinées de l’article 128 de la loi no 2013-1278 du 29 décembre 2013 portant loi de finances pour 2014, et de l’article 8 du décret 2013-1280 du 29 décembre 2013, cette contribution pour l’aide juridique, prévue par les dispositions de l’article 1635 bis Q du code général des impôts, a disparu à compter du 1er janvier 2014.
En cas de perte du procès, l'intéressé peut être contraint à payer une partie des frais de la partie adverse (art. L761-1 CJA). En cas de recours abusif, il peut être condamné à une amende dont le montant peut aller jusqu'à 10 000 euros.
En général, une action en annulation ou une action indemnitaire (recours en responsabilité) ne peuvent avoir lieu que si l'administration a pris une décision préalable, explicite ou implicite (silence de deux mois à l'égard d'une demande). Dans certains cas, un recours administratif préalable est obligatoire avant un recours devant le tribunal administratif.
Pour les recours au fond (recours pour excès de pouvoir et recours de plein contentieux), la procédure est essentiellement écrite. Pour les référés, les tribunaux administratifs peuvent convoquer les parties lors d'une audience, ou rendre leurs ordonnances après avoir pris note des arguments par écrit.
Le délai pour saisir ce tribunal est, sauf exceptions, de deux mois après notification ou publication de la décision administrative.
Toute plaidoirie d'un Avocat devant une juridiction administrative est soumise au versement par le justiciable d'une redevance de 13 euros, appelée droit de plaidoirie.

## Voies de recours
Les jugements des tribunaux administratifs qui sont susceptibles de recours sont déférés en appel devant la cour administrative d'appel. Toutefois, le contentieux électoral, celui des référés et quelques autres sont examinés en appel par le Conseil d'État.

## Liste et ressort des tribunaux administratifs et départements

Carte des ressorts des TA et CAA. Chaque couleur correspond à une cour d'appel, les ressorts des tribunaux sont représentés par les lignes en gras.

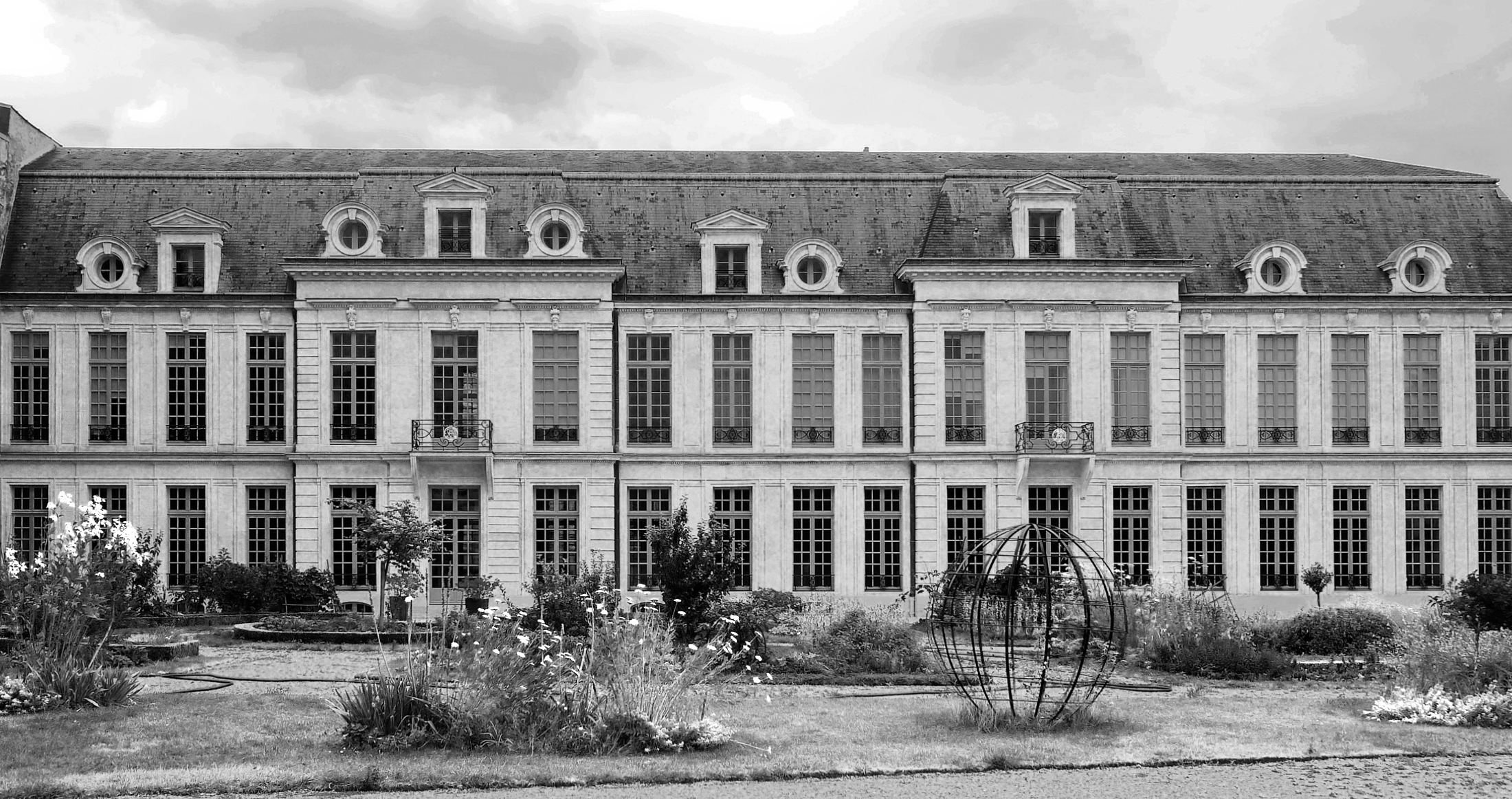
Le tribunal administratif de Paris siège à l’hôtel d'Aumont.

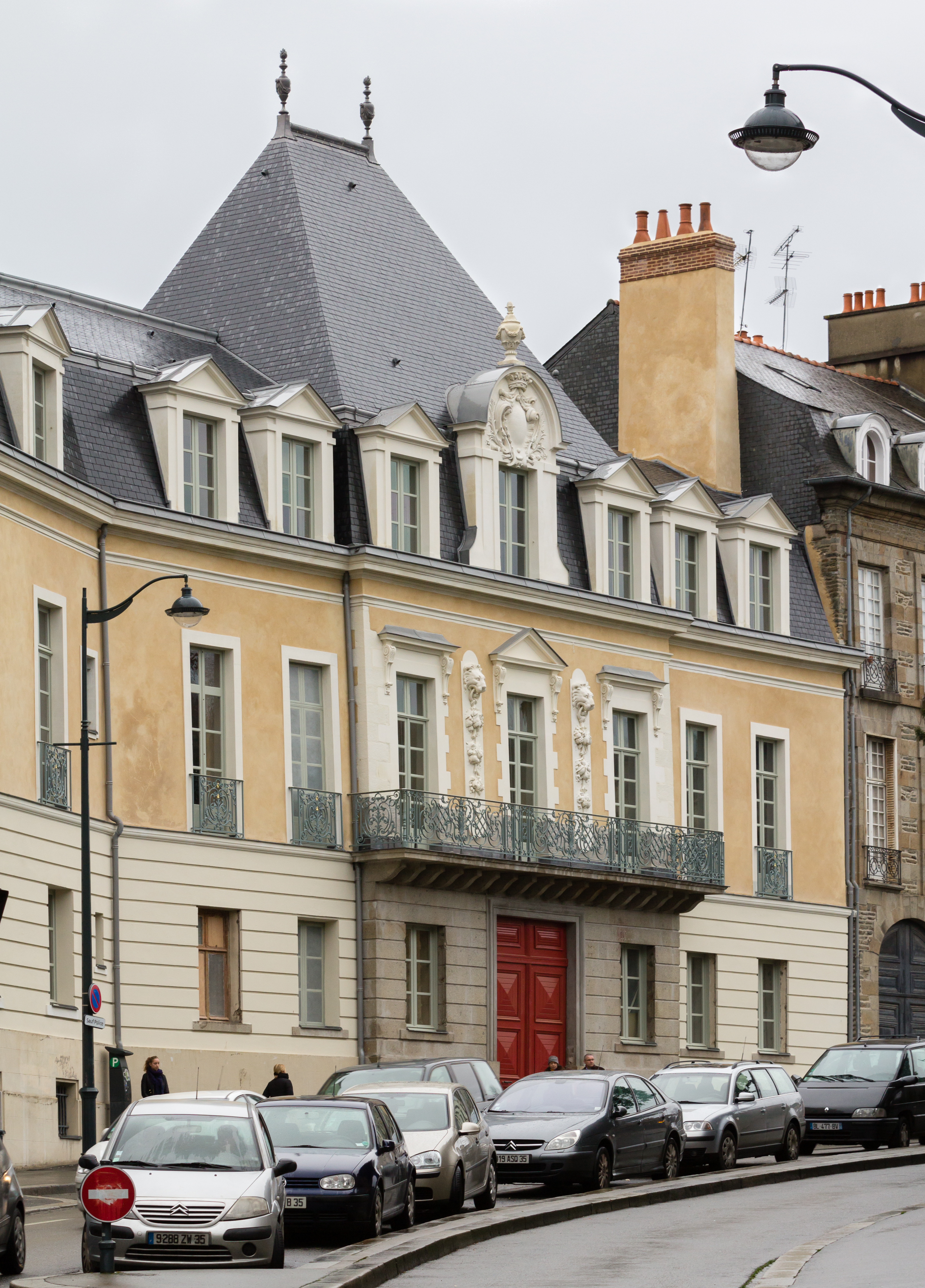
Tribunal administratif de Rennes

Les tribunaux administratifs sont fixés à :
- Amiens : Aisne, Oise, Somme
- Basse-Terre : Guadeloupe
- Bastia : Corse (Corse-du-Sud, Haute-Corse)
- Besançon : Doubs, Jura, Haute-Saône, Territoire de Belfort
- Bordeaux : Dordogne, Gironde et Lot-et-Garonne
- Caen : Calvados, Manche, Orne
- Cayenne : Guyane
- Cergy-Pontoise : Val-d'Oise ; à compter du 1er janvier 2010, Hauts-de-Seine[24])
- Châlons-en-Champagne : Ardennes, Aube, Marne, Haute-Marne
- Clermont-Ferrand : Allier, Cantal, Haute-Loire, Puy-de-Dôme
- Dijon : Yonne, Côte-d'Or, Nièvre, Saône-et-Loire
- Grenoble : Drôme, Isère, Savoie et Haute-Savoie
- Lille : Nord, Pas-de-Calais
- Limoges : Corrèze, Creuse, Haute-Vienne et Indre
- Lyon : Ain, Ardèche, Loire et Rhône.
- Mamoudzou : Mayotte
- Marseille : Alpes-de-Haute-Provence, Hautes-Alpes et Bouches-du-Rhône.
- Mata Utu[25] : Wallis-et-Futuna
- Melun : Seine-et-Marne, Val-de-Marne, emprise de l'aérodrome de Paris-Orly
- Montpellier : Aude, Hérault et Pyrénées-Orientales.
- Montreuil : Seine-Saint-Denis et l'emprise de l'aérodrome de Paris – Charles-de-Gaulle (depuis le 1er novembre 2009)
- Nancy : Meurthe-et-Moselle, Meuse et Vosges.
- Nantes : Pays de la Loire (Loire-Atlantique, Maine-et-Loire, Mayenne, Sarthe, Vendée)
- Nice : Alpes-Maritimes
- Nîmes : Gard, Lozère et Vaucluse.
- Nouméa : Nouvelle-Calédonie
- Orléans : Cher, Eure-et-Loir, Indre-et-Loire, Loir-et-Cher et Loiret.
- Papeete : Polynésie française
- Paris : Paris
- Pau : Gers, Landes, Pyrénées-Atlantiques et Hautes-Pyrénées.
- Poitiers : Charente, Charente-Maritime, Deux-Sèvres, Vienne
- Rennes : Bretagne (Côtes-d'Armor, Finistère, Ille-et-Vilaine, Morbihan)
- Rouen : Eure, Seine-Maritime
- Saint-Barthélemy : Saint-Barthélémy
- Saint-Denis : La Réunion, Terres australes et antarctiques françaises
- Saint-Martin : Saint-Martin
- Saint-Pierre : Saint-Pierre-et-Miquelon
- Schœlcher : Martinique [26]
- Strasbourg : Alsace (Bas-Rhin, Haut-Rhin) et Moselle.
- Toulon : Var (tribunal créé le 1er septembre 2008)[27]
- Toulouse : Ariège, Aveyron, Haute-Garonne, Lot, Tarn et Tarn-et-Garonne.
- Versailles : Essonne et Yvelines (et jusqu'au 1er janvier 2010, Hauts-de-Seine).

Les tribunaux administratifs sont désignés par le nom de la ville dans laquelle ils siègent, sauf :
| Siège        | Nom                                                |
| ------------ | -------------------------------------------------- |
| Basse-Terre  | tribunal administratif de la Guadeloupe            |
| Basse-Terre  | tribunal administratif de Saint-Barthélemy         |
| Basse-Terre  | tribunal administratif de Saint-Martin             |
| Cayenne      | tribunal administratif de la Guyane                |
| Schœlcher    | tribunal administratif de la Martinique            |
| Mamoudzou    | tribunal administratif de Mayotte                  |
| Mata-Utu     | tribunal administratif de Wallis-et-Futuna         |
| Saint-Denis  | tribunal administratif de La Réunion               |
| Saint-Pierre | tribunal administratif de Saint-Pierre-et-Miquelon |
| Papeete      | tribunal administratif de la Polynésie française   |
| Nouméa       | tribunal administratif de Nouvelle-Calédonie       |

L'expression « tribunal de céans » usitée par de nombreux avocats dans leurs requêtes ou mémoires est une formulation ancienne qui signifie « le tribunal d'ici ».

## Magistrats administratifs célèbres

### Femmes et hommes politiques
- Ségolène Royal, ancienne députée des Deux-Sèvres (2002-2007), ancienne ministre déléguée à l'Enseignement scolaire, ancienne ministre déléguée à la Famille, à l'Enfance et aux Personnes handicapées, candidate à l'élection présidentielle de 2007, ancienne présidente du Conseil régional de Poitou-Charentes (2004-2014), ancienne ministre chargée de l'Environnement, de l’Énergie et de la Mer, chargée des relations internationales sur le climat (2014-2017).
- Michel Sapin, ancien ministre de l’Économie et des Finances (2014-2017), ancien ministre du Travail, de l'Emploi, de la Formation professionnelle et du dialogue social (2012-2014).
- Matthias Fekl, ancien secrétaire d’État chargé du Commerce extérieur, de la promotion du tourisme et des Français de l'étranger (2014-2017), ancien ministre de l'Intérieur (2017).
- Olivier Becht, ministre délégué chargé du Commerce extérieur, de l'Attractivité et des Français de l'étranger (depuis juillet 2022), député du Haut-Rhin (depuis 2017), vice-président du conseil départemental du Haut-Rhin.
- Claude Raynal, sénateur de la Haute-Garonne (depuis 2014), président de la commission des finances du Sénat (depuis 2020).

### Juristes
- Ronny Abraham, président de la Cour internationale de justice (2015-2018).
- Jean-Denis Combrexelle, ancien président de la section du contentieux du Conseil d’État (2018-2021).
- Maryvonne de Saint-Pulgent, ancienne présidente de la section du rapport et des études du Conseil d’État (2014-2017).

### Écrivains
- Jean-Christophe Duchon-Doris, président du Tribunal administratif de Paris, Prix Goncourt de la nouvelle (Les Lettres du baron, 1994).
- Olivier Saby, auteur de Promotion Ubu roi : mes 27 mois sur les bancs de l'ENA (2012).
- Guillaume Dustan, Prix de Flore (1999) et Prix Sade (2013).
- François Garde, Prix Goncourt du premier roman Ce qu'il advint du sauvage blanc, (2012).